# Spanarna (TV-serie)
Spanarna är en svensk TV-serie i sex delar med regi av Håkan Ersgård och manus av Olov Svedelid från 1983. Serien kretsar kring kriminalinspektörerna Ville (Tor Isedal) och Janne (John Harryson).

## Medverkande
Samtliga avsnitt
- Ville Niklasson, kriminalinspektör vid spaningsroteln (Tor Isedal)
- Janne Storm, kriminalinspektör vid spaningsroteln (John Harryson)
- John Magnusson, kommissarie vid spaningsroteln (Sven Holmberg)
- Maria, Jannes fru (Kim Anderzon)
- Doris, receptionist på Polishuset (Lena Söderblom)

Del 1: Har den äran
- Rulle, inbrottstjuv (Hans Ernback)
- Margit, Rulles fru (Lis Nilheim)
- Mats, Rulle och Margits son (Karl Söderqvist)
- Charlie, brottsling (Lars-Erik Berenett)
- Sofie "Soffan" Bergström, Charlies brud (Anita Wall)
- Totte, kriminalpolis (Lasse Petterson)
- Man som frågar om bygglov (Tom Lööf)
- Tjuv som vill avyttra stöldgods (Tomas Norström)
- Stöldgodstjuvens brud (Annette Stenson)
- Kriminalpolis (Gösta Bergkvist)
- Blond radiopolis (Carl-Axel Karlsson)
- Mörk radiopolis (Roland Borgström)

Del 2: Gyllene höst
- Gustav Lindberg, pensionär (Gus Dahlström)
- Aina Lindberg, Gustavs fru (Lillemor Biörnstad)
- Hugo Sörensson, åldringsskojare (Ulf Brunnberg)
- "Lasse-Maja", bedragare (Carl-Åke Eriksson)
- Märta, Lasse-Majas kvinna (Inga Gill)
- Franzén, pensionär (Sture Hovstadius)
- Emil, pensionär (Rulle Åberg)
- Emils fru (Inga-Lill Åhström)
- Hugos kompanjon (Lena Lindewall)
- Hovmästare (Gregor Dahlman)
- Ung väskryckare 1 (Niclas Crammer)
- Ung väskryckare 2 (Magnus Nordahl)
- Maskör (Hans Lindgren)
- Kolonistugeägare (Sune Mangs)

Del 3: Högt spel
- Lars Ottoson, f.d. polis och spelare (Christer Banck)
- Fro Ottoson (Helena Kallenbäck)
- Max Valentin, spelhåleägare (Palle Granditsky)
- Max blonde torped (Anders Åberg)
- Tobbe, Max torped (Gustav Kling)
- Josua, efterlyst (Gösta Engström)
- Man som anmäler mördad kanin (Rune Hallberg)
- "Lappen", Max kontaktman på Solvalla (Peter Hüttner)
- Barflicka på Max spelhåla (Rozita Auer)
- Vakt vid Polishuset (Björn Strand)

Del 4: Svar till "Sol och vår"
- Ejnar Skog (Lars Lind)
- Sonja Skog (Lottie Ejebrant)
- Georg Abrahamsson, bedragare (Per Myrberg)
- Lottförsäljare (Stig Grybe)
- Bankkamrer (Börje Mellvig)
- Direktör för kontokortsföretag (Helge Skoog)
- Man som misstas för efterlyst bedragare (Sten Ardenstam)
- Augustsson, efterlyst skattebrottsling (Birger Malmsten)
- Man som anmäler spritstöld (Karl-Erik Olsson)
- Vera, Villes första f.d. flickbekant (Beatrice Järås)
- Villes andra f.d. flickbekant (Marie Ahrle)
- Villes tredje f.d. flickbekant (Angelica Lundqvist)
- Villes fjärde f.d. flickbekant (Åsa Melldahl)
- Blond storväxt man (Ulf Pramfors)
- Taxipassagerare (Segol Mann)
- Taxichaufför (Lars Haldenberg)

Del 5: Falska färger
- Morgan Adamsson, konstskojare (Jonas Bergström)
- Flodin, konstkopist (Bert-Åke Varg)
- Fru Bogren, skojad dam (Dora Söderberg)
- Docent Hugo Löw, konstexpert vid Nationalmuseum (Fredrik Ohlsson)
- Alvar Bergholm, alkoholiserad konstexpert (Egil Holmsen)
- Fru Bergholm (Inger Berggren)
- Helmer Staffansson, direktör och konstsamlare (Åke Lindström)
- Staffanssons hushållerska (Meta Velander)
- Man som söker sprittillstånd (Charlie Elvegård)
- Fru Ström, fru Bogrens granne (Ingrid Backlin)
- Mona (Miriam Eriksson)

Del 6: Storfurstens miljoner
- Lennart Flod (Patrik Ersgård)
- Ludmilla Flod (Ludmila Thurne)
- Harry Hubertson, lånehaj och hälare (Bengt Brunskog)
- Rocky, Hubertsons livvakt (Torsten Wahlund)
- Biggen, Hubertsons livvakt (Christer Söderlund)
- Bogren, bilförsäljare (Carl Billquist)
- Allan Österberg alias "Stora Halland", tjuv (Carl-Olof Alm)
- Vera, Österbergs fru (Marianne Nielsen)
- Gullan, gatflicka (Cecilia Hjalmarsson)
- Döv man som frågar efter körkortsavdelning (Curt Åström)
- Försäljare av begagnade kläder (Jan Nygren)
- Bilhandlare (Tage Severin)
- "Hertigen", efterlyst bedragare (Sten Carlberg)